# Chablais-Faucigny

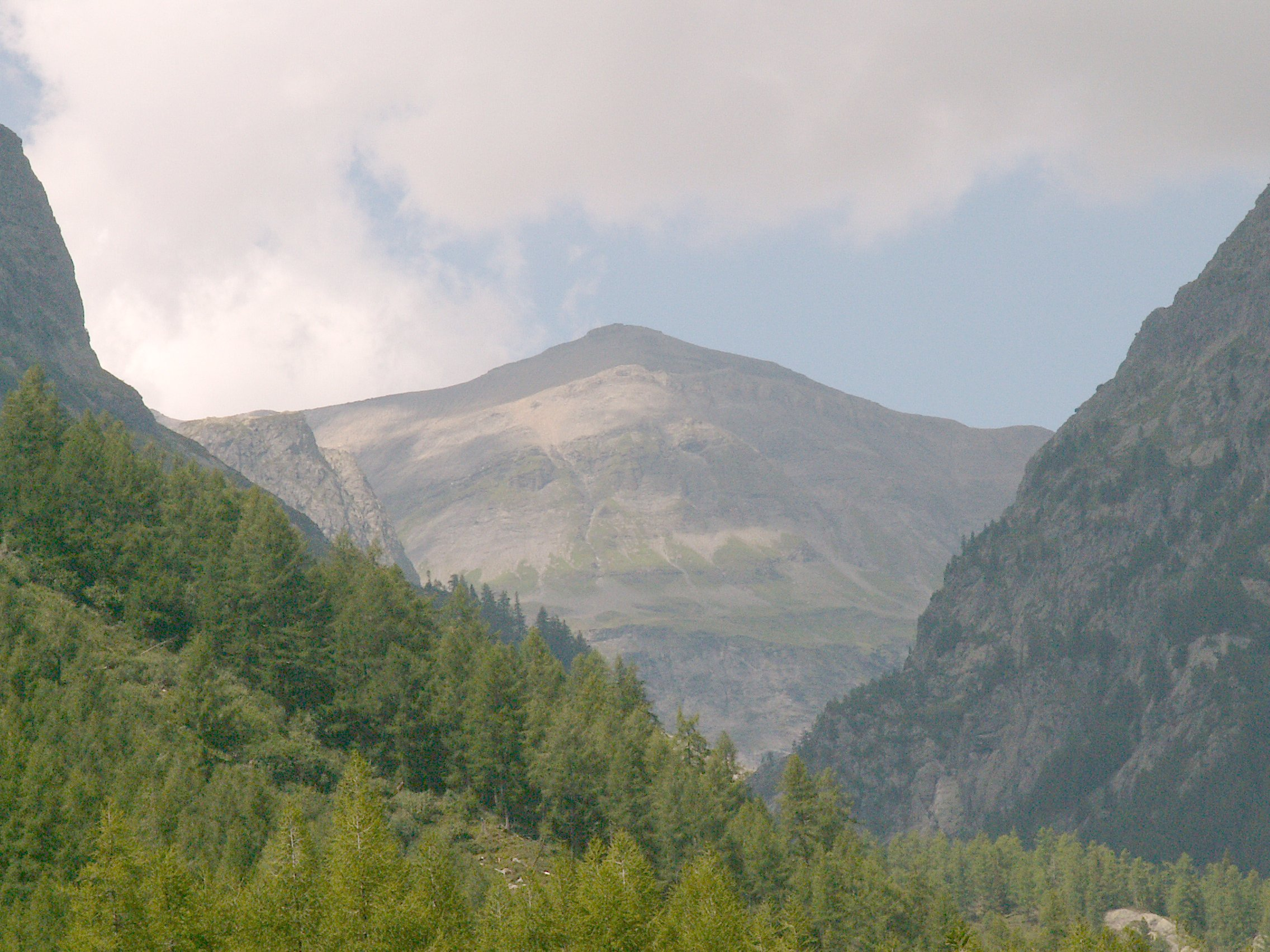
Mont Buet

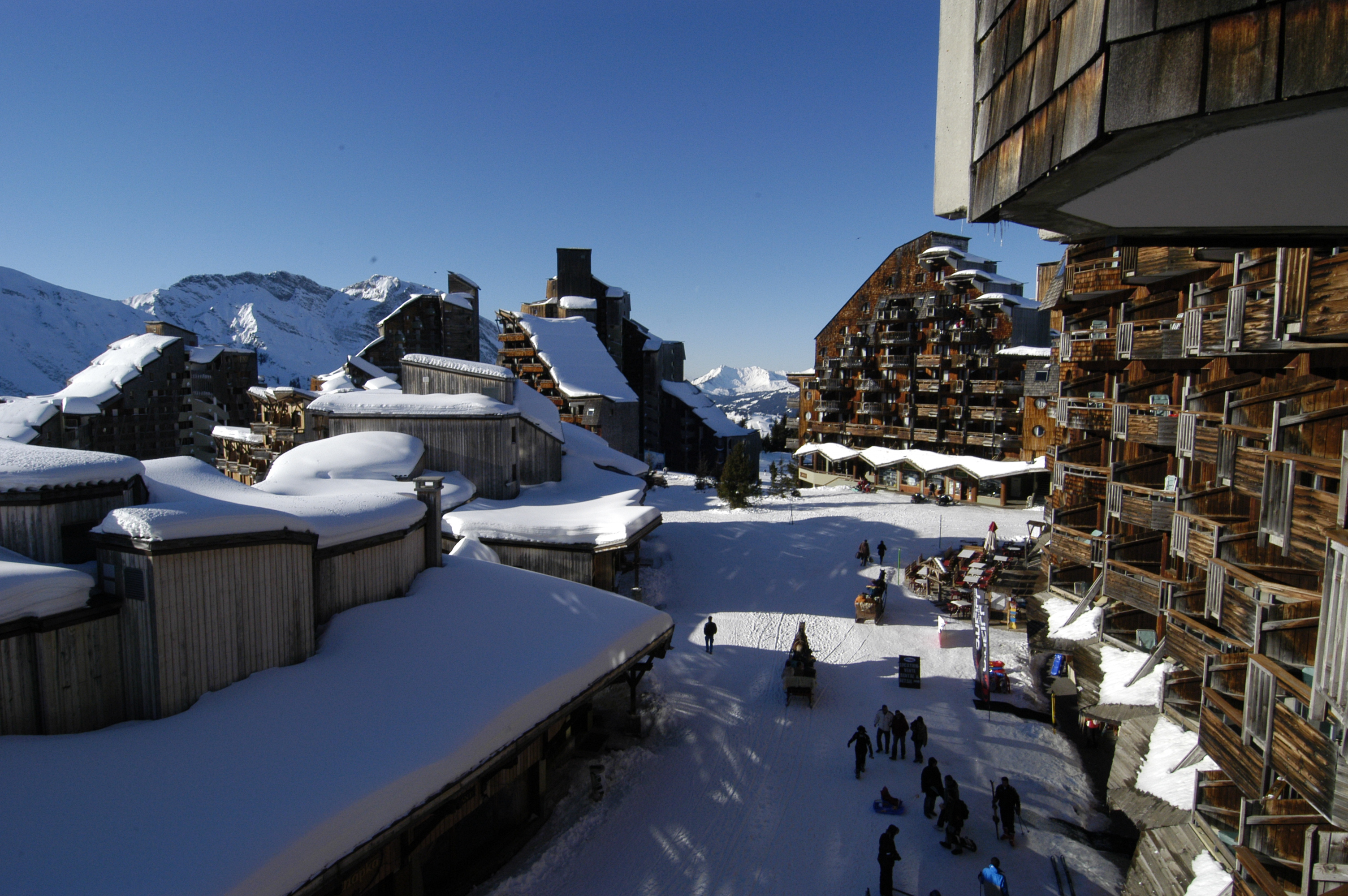
Středisko Avoriaz

Chablais-Faucigny je horský masiv, který leží na území Francie a velmi malou částí také ve Švýcarsku. Pohoří je tvořené především vápencem, a proto se zde vypínají divoce formované štíty, charakteristické jsou také náhorní plošiny, vysoké vodopády i zaledněné vrcholy. Nejvyšším vrcholem oblasti je věž Haute Cime (3257 m) ve skupině Dents du Midi.

## Poloha
Rozloha pohoří činí 2100 km². Sever území je ohraničen Ženevským jezerem. Na východě je hranice oblasti tvořena částí údolí Rhôny, západní vymezení je tvořeno spojnicí měst Ženeva – Annemasse – Bonneville, na jihu vymezuje hranice pohoří údolí řeky Arve a město Martigny (proslulé vinařstvím).

## Členění
Nejvyšší vrcholy leží ve Švýcarsku, přestože se tam nalézá pouze velmi malá část pohoří. Mnohé vrcholy přesahují výšku 3000 m. Pohoří se dělí na masivy Chablais, Faucigny, které leží zcela na území Francie, nad údolím Arve. Ostře modelovaný hřeben Aiguilles Rouges se nachází hned nad městem Chamonix. Nad dolinou Giffre se vypíná stejnojmenný vysoký masiv Haut-Giffre se strmými několikasetmetrovými skalními stěnami a vodopády.

### Významné vrcholy
- Dents du Midi (3257 m) – nejvyšší vrchol pohoří
- Tour Salliére (3219 m) – nejvyšší vrchol masivu Haut-Giffre
- Mont Buet (3096 m) – nejvyšší vrchol francouzské části pohoří, Haut-Giffre
- Grand Mont Ruan (3053 m) – leží v masivu Haut-Giffre
- Aiguille du Belvédère (2965 m) – nejvyšší vrchol masivu Aiguilles Rouges
- Tête à l'Âne (2804 m) – nejvyšší vrchol masivu Faucigny
- Hauts-Forts (2466 m) – nejvyšší vrchol masivu Chablais

## Turismus
Horstvo Chablais je známé svými zimními středisky Abondance a Avoriaz, které společně se švýcarskou stranou tvoří obrovské lyžařské středisko Portes du Soleil. Nad Ženevským jezerem jsou zase populární zajištěné cesty, jako například na vrchol Dent d'Oche.